# Haus Korbisch

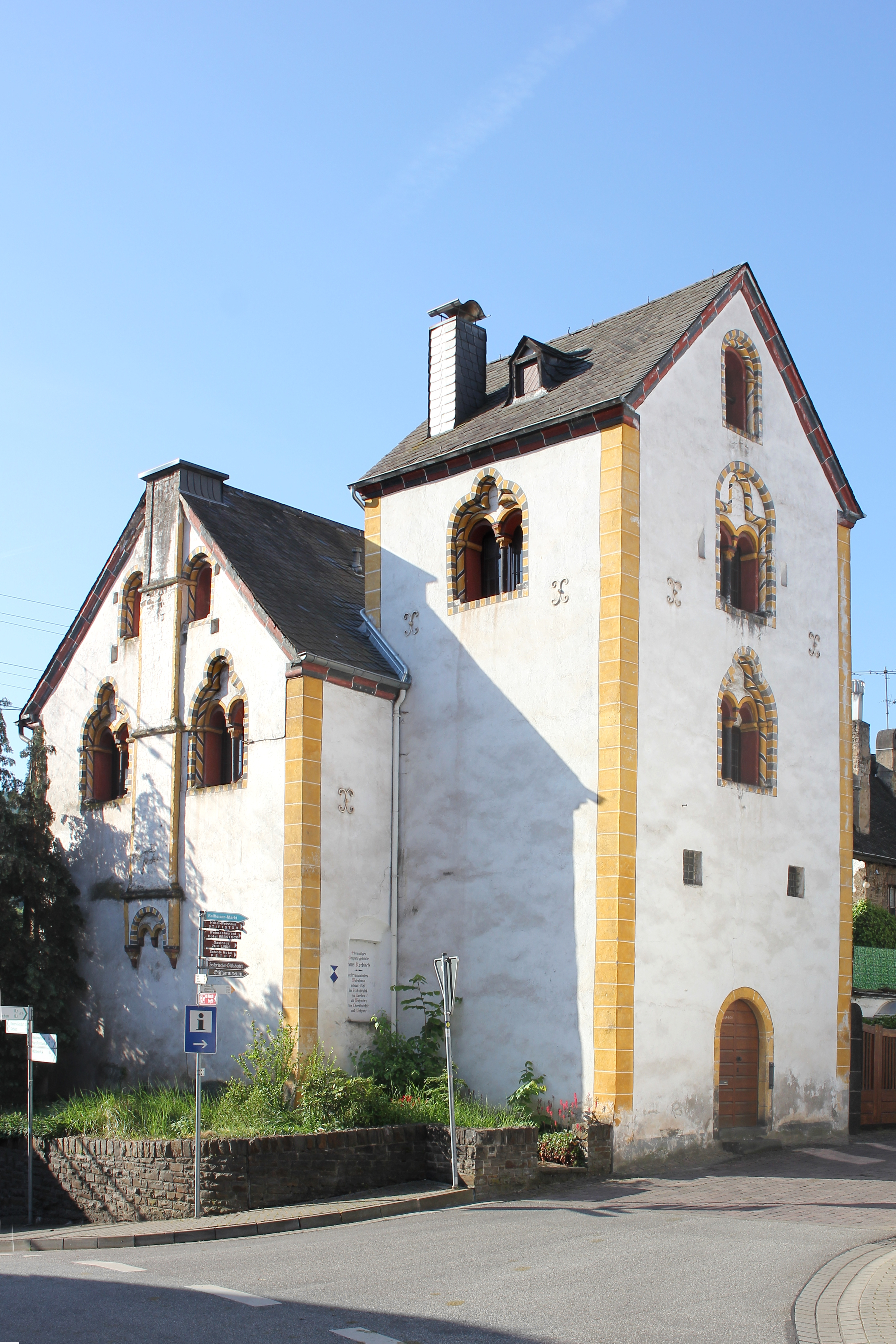
Karden, St.-Castor-Straße 1: Haus Korbisch

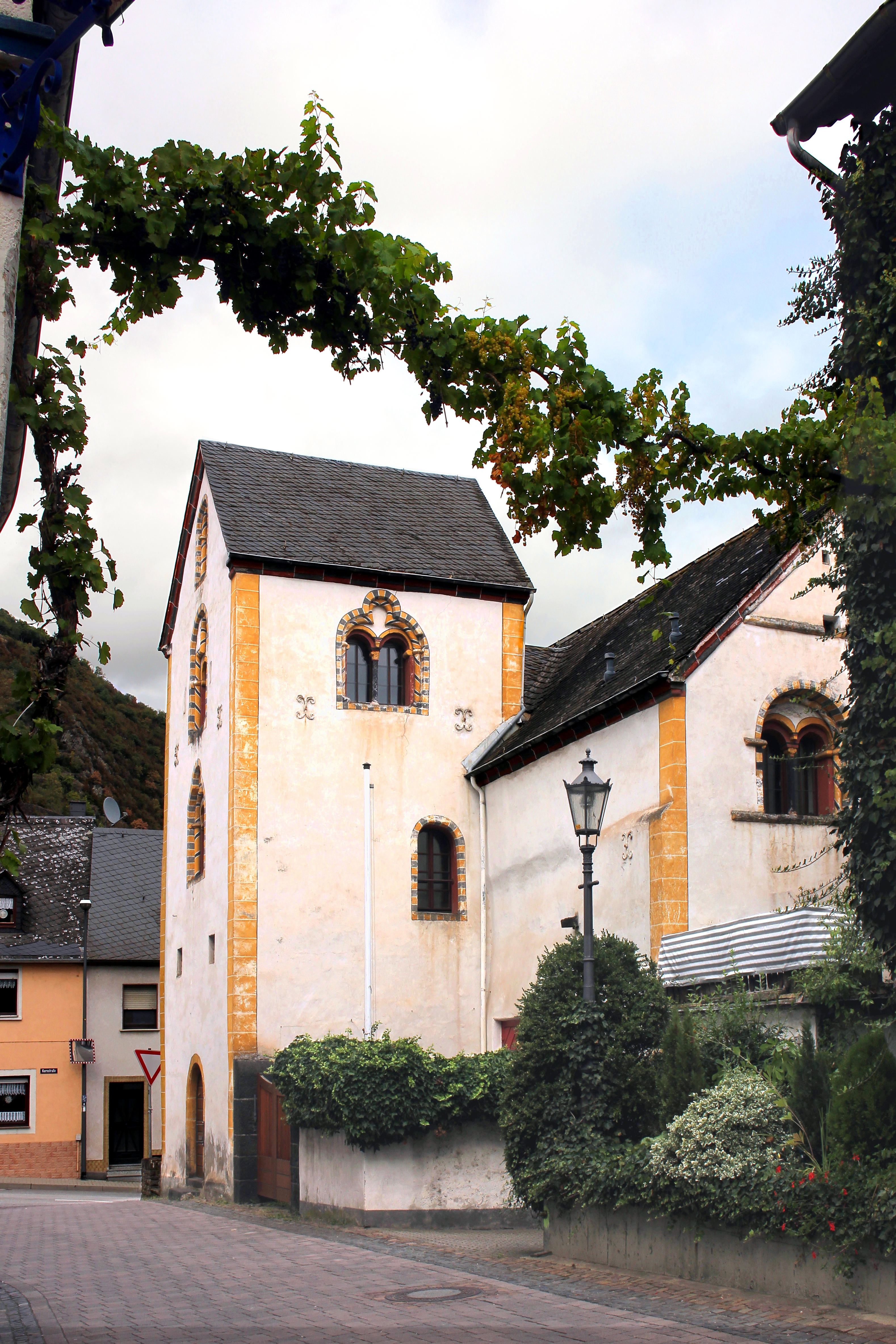
Südseite des Korbisch

Das Haus Korbisch ist ein unter Einbeziehung älteren Mauerwerks errichteter spätromanischer Profanbau in Treis-Karden im Landkreis Cochem-Zell in Rheinland-Pfalz. Das äußerlich weitestgehend im Zustand des beginnenden 13. Jahrhunderts erhaltene Gebäude mit der heutigen Adresse St.-Castor-Straße 1 steht unmittelbar neben der Bahnlinie Trier–Koblenz. Es ist nach derzeitigem Forschungsstand das älteste in Privatbesitz befindliche und immer noch zum Wohnen genutzte Wohngebäude in Deutschland.

## Geschichte
Unterhalb des einstigen keltischen Oppidum und römischen Tempelbezirks Martberg an der Untermosel, in dem wohl – wie der Name sagt – vorwiegend der Gott Mars Lenus verehrt wurde, lag unmittelbar am Moselufer die spätantike Handwerker- und Händlersiedlung Vicus Cardena, die Talsiedlung des antiken Bergheiligtums. Schon im vierten Jahrhundert soll Castor von Karden (* unbekannt; † um 400), ein vermutlich aus Aquitanien stammender Schüler von Bischof Maximin von Trier, mit einigen Gefährten als Priester und vielleicht auch Missionar in Karden an der Mosel gewirkt und eine christliche Gemeinschaft begründet haben. Ein Teil der Gebeine des hl. Castor von Karden kamen 836 in die Kastorkirche von Koblenz. An St. Castors Grab- und Wirkungsstätte in Karden entwickelte sich ein Kollegiatstift, von dem außer „Haus Korbisch“ vor allem noch der ehemalige Stiftsherrenbau (vermutlich Refektorium und Dormitorium aus dem Jahr 1238) sowie die romanische Stiftskirche, der sogenannte „Moseldom“, existiert. Karden war im Mittelalter Zentrum eines Archidiakonats. Der Propst des Stiftes war in Personalunion einer der ursprünglich vier, später fünf Archidiakone des Erzbistums Trier und unterstützte den Trierer Erzbischof bei der Verwaltung des weltlichen Territoriums des Erzbistums. Nach der französischen Revolution wurde das Kollegiatstift 1802 aufgehoben und sein Grundeigentum und die meisten der umfangreichen Besitzungen versteigert.

## Baugeschichte
Haus „Korbisch“ (Verballhornung von Chorbischof) liegt inmitten des einstigen Stiftsbezirks mit den um die ehemaligen Stiftskirche St. Castor gruppierten Gebäuden der Stiftsherren und Kanoniker, der ehemaligen Stiftsschule sowie des Dormitoriums (1238) und dem Kurtrierischen Amtshaus (1562) an der Mosel und ist heute Bestandteil der Denkmalzone Stiftbezirk St. Castor. Das gut erhaltene Bauwerk ist ein hervorragendes Beispiel der Romanik in Deutschland. Außen ist es weitgehend unverändert erhalten; lediglich seine Inneneinrichtung wurde immer wieder den wechselnden Bedürfnissen angepasst.

### Ottonischer Vorgängerbau
Ungewöhnlicherweise ist der mittelalterliche Profanbau vollständig in Stein errichtet worden. Von der ursprünglichen Bausubstanz haben sich noch große Teile der aus Schiefermauerwerk erbauten Umfassungsmauern eines (mindestens) zweigeschossigen Gebäudes mit tonnengewölbtem Keller erhalten. Bei bauhistorischen Untersuchungen während der letzten umfangreichen Instandsetzungsmaßnahmen wurden um 1996 teilweise vorromanisches Mauerwerk und mehrere 70 bis 80 cm breite – heute vermauerte – Fensteröffnungen dokumentiert, die durch einen hölzernen Sturz über einem der Fenster dendrochronologisch auf die Zeit um 941 n. Chr. (± 8) datiert werden können. Bereits diese vorromanischen – teilweise in Fischgrätenverband (Opus spicatum) hergestellten – Mauern waren außen wie innen verputzt. Auf nur noch geringen Resten der erhaltenen Putzflächen konnten auf einer gelblichen Farbschicht Fragmente einer in Freskotechnik aufgebrachten Malerei mit roten, lanzettförmigen Blättchen festgestellt werden.

### Romanisches Gebäude
In einer späteren Bauphase wurde der Ursprungsbau des „Korbisch“ stark verändert. Dabei entstand sein heute noch erhaltenes Aussehen als freistehendes verputztes rechteckiges Bauwerk mit Biforien bzw. gekoppelten Fenstern und einem angebauten Turm. Baugeschichtlich (Anf. 13. Jh.) wie dendrochronologisch (1207) lässt sich dieser Umbau auf die Jahre um 1208 datieren, die Amtszeit eines Neffen des ersten Trierer Erzbischofs Johann, des Kardener Archidiakons und Propstes Otwin, der in Karden von 1198 bis 1217 amtierte. Das zweistöckige Wohngebäude mit tonnengewölbtem Fasskeller und Speicher im Dachgeschoss hatte 7 mal 14 Meter Grundfläche und einen dreistöckigen Turmvorbau von 3,5 mal 5 Metern Grundfläche und 13,40 Metern Höhe. Ursprünglich war das Erdgeschoss in zwei Räume unterteilt; moselseitig hatte es drei Fenster und zwei (inzwischen vermauerte) Eingänge. Zwei große Wandkamine und zahlreiche Rechteckfenster, teilweise mit Mittelsäule, sowie Doppelarkadenfenster (Biforien) gliedern die Fassade des Obergeschosses und vermitteln eine für damalige Verhältnisse üppige Beleuchtung.

## Heutige Nutzung
Haus „Korbisch“ diente im Laufe der Zeit unterschiedlichen Nutzungen. Anhand der herausgehobenen Bauweise und seiner ortsüblichen Bezeichnung wird man kaum fehl in der Annahme gehen, dass es zumindest zeitweise als Wohn- und Amtssitz des Archidiakons (Chorbischofs) der Erzdiözese Trier diente, wahrscheinlich sogar als solcher erbaut wurde. Nachdem es für diese Zwecke nicht mehr genutzt wurde, war es zeitweise profanes Wohngebäude und Kelterhaus. Noch heute befindet sich Haus „Korbisch“ in Privatbesitz und wird seit 1986 von der derzeitigen Eigentümerfamilie als Wohnhaus genutzt.